# Eugendorf
Eugendorf ist eine Marktgemeinde im Norden des Bundeslandes Salzburg in Österreich und hat 7208 Einwohner (Stand 1. Jänner 2024).

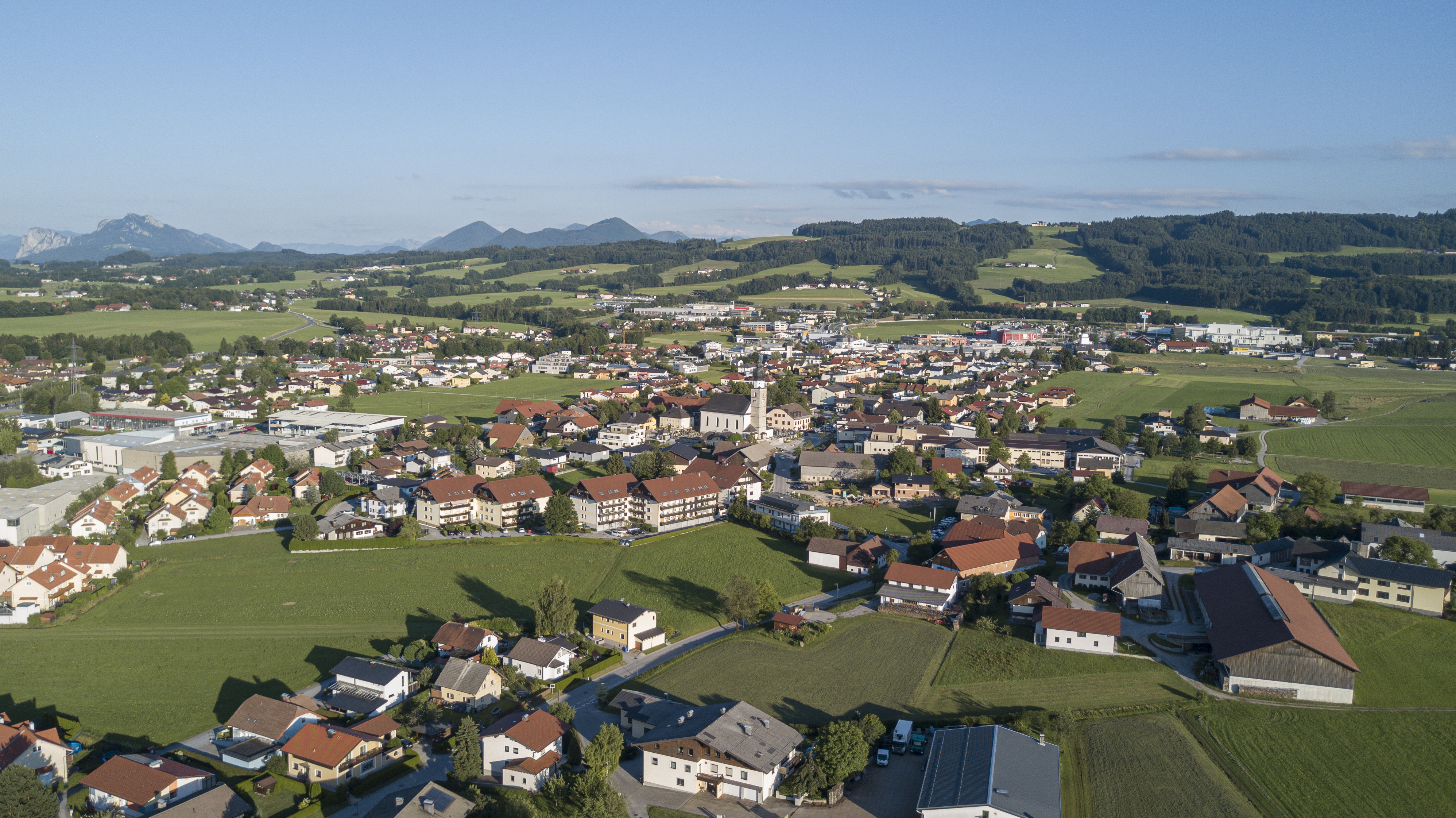
Panorama von Eugendorf

## Geografie
Eugendorf liegt im Bezirk Salzburg-Umgebung rund zehn Kilometer nordöstlich der Landeshauptstadt Salzburg. Die Gemeinde gehört zum Gerichtsbezirk Seekirchen am Wallersee.
Die 29,03 Quadratkilometer große Gemeinde Eugendorf befindet sich auf 560 Meter Seehöhe im leicht hügeligen Salzburger Alpenvorland. Im Südwesten der Gemeinde liegen die Ausläufer des 899 Meter hohen Heubergs, es gibt aber insgesamt keine größeren Erhebungen. Die stark verbauten Gebiete um den Ortsteil Eugenbach, dem historischen Eugendorf sowie dem Gewerbegebiet Straß befinden sich im Westen der Gemeinde, der größte Teil der übrigen Gemeindefläche wird zu landwirtschaftlichen Zwecken genutzt. Größere zusammenhängende Waldgebiete gibt es kaum, lediglich ein rund 1,5 Kilometer langes Waldgebiet im Südosten bildet die Grenze zu Plainfeld und Thalgau, und ein etwa gleich langes Waldstück liegt im Nordwesten im Grenzgebiet zu Seekirchen am Wallersee.
Der Ort liegt an keinem größeren Gewässer. Im Gemeindegebiet existieren rund zehn im Wesentlichen unbedeutende Bäche (als größter davon der Eugenbach), die in unterschiedliche Richtungen abfließen, hauptsächlich aber in die Fischach – den Abfluss des Wallersees – entwässern. Diese bildet vollständig die Grenze zur Gemeinde Seekirchen am Wallersee. Die östlichsten Gewässer fließen direkt in den Wallersee, der sich nur wenige Kilometer nördlich von Eugendorf befindet.

### Gemeindegliederung
Das Gemeindegebiet umfasst eine Ortschaft. Bis 2022 bestand die Gemeinde aus den Ortschaften
- Eugendorf
- Kalham
- Schwaighofen

und davor wurden
- Eugenbach
- Eugendorf
- Kalham
- Kirchberg
- Knutzing
- Neuhofen
- Pebering
- Reitberg
- Schaming
- Schwaighofen

als Ortschaften geführt.
Die Gemeinde besteht aus den Katastralgemeinden Eugendorf, Kirchberg, Neuhofen und Schwaighofen.

### Nachbargemeinden
| Seekirchen am Wallersee | Seekirchen am Wallersee                     | Henndorf am Wallersee |
| Hallwang                | Kompassrose, die auf Nachbargemeinden zeigt | Thalgau               |
| Koppl                   | Plainfeld                                   | Thalgau               |

## Geschichte
Eugendorf ist urkundlich erstmals im Jahr 736 erwähnt. Als Ortsbezeichnung wird in den ältesten Urkunden Jupindorf, auch Jubindorf angegeben, was auf eine alte Siedlungssippe zurückgeht, deren Oberhaupt eine Person namens Juvino (Juppin) oder Jubianus war. Das b wurde später in Anlehnung an den Ortsnamen Eugenbach durch g ersetzt. Die Form Eugendorf ist erstmals 1326 erwähnt. Der Ortsname steht demnach mit dem Personennamen Eugen in keiner Beziehung.
Eugendorf wird zum ersten Mal unter Herzog Hubert von Bayern erwähnt, der bis 736 regierte und der Kirche von Salzburg neun Mansi (Huben (Hufen)) in Jupindorf übergab. Die Erwähnung von neun Mansi (Siedlungsfamilien mit Gesinde) beweist, dass der Ort Straß und Teile von Eugenbach verbunden waren. Außerdem wurde in Eugendorf eine Kirche errichtet, die als Urkirche dieser Gegend gilt. Diese wurde bereits 788 im Indiculus Arnonis erwähnt.
Im Laufe der Zeit siedelten sich in Eugendorf, vor allem im Hochmittelalter, verschiedene Adelsgeschlechter an. Dazu gehörten unter anderem die Kalhamer. Diese waren einst eine mächtige Dienstmannschaft des Erzbischofs von Salzburg und verfügten über einen beachtlichen grundherrlichen Besitz. Außerdem waren ihnen militärische Aufgaben zugewiesen. Als Ministerialen konnten sie ihrerseits Lehen weiter verleihen und sich so eine ritterliche Gefolgschaft aufbauen. Eine Reihe von solchen Rittern standen in ihrer Abhängigkeit: so die Knutzinger, die Pabenschwandter und wahrscheinlich auch die Mühlberger. Neben dem Kalhamer Adel gab es die Ritter von Unzing.
In der Zeit nach 1100 waren durch die wachsende Bevölkerung mehrere Grafschaften in kleinere Sprengel geteilt worden. Damals dürfte das Eugendorfer Gericht entstanden sein; die Kalhamer übten in Eugendorf über 200 Jahre lang auch die Gerichtsbarkeit aus.
Besonders ab dem 18. Jahrhundert erhöhte sich die Bedeutung Eugendorfs. Erste Vereinsgründungen gab es ab 1848. Die allgemeine Schulpflicht wurde 1803 durch die Bayern eingeführt. 1803 gab es die kommunale Verwaltung und 1805 gab es den ersten Gemeindevorsteher mit zwei Räten an seiner Seite. 1874/75 erhielt Eugendorf ein eigenes Postamt.

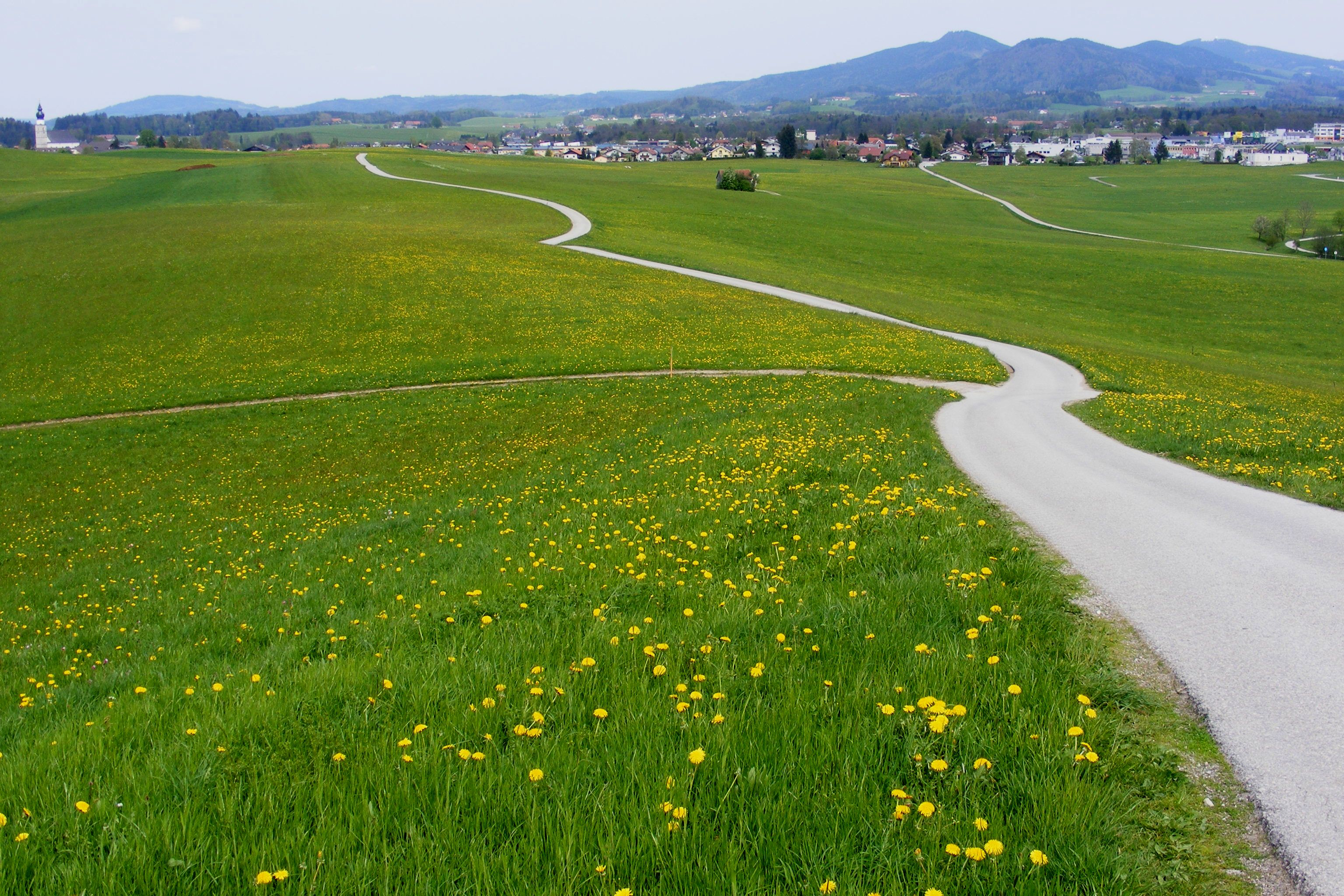
Blick nach Eugendorf mit Gewerbegebiet. Rechts die heute als Radweg genutzte Trasse der ehemaligen Salzkammergut-Lokalbahn

Die Bevölkerung nahm in der Folge stark zu. Zählte man in Eugendorf 1855 noch 1.329 Einwohner so sind es heute über 6.200. Förderlich für den Aufschwung in der Zeit um 1900 war auch die 1891 erfolgte Eröffnung des Teilstücks Salzburg–Mondsee der Salzkammergut-Lokalbahn (im Volksmund auch: Ischlerbahn). Diese verband die Stadt Salzburg und den Flachgau mit dem oberösterreichischen Salzkammergut und diente bis zu ihrer Stilllegung im Jahr 1957 der Personen- und Güterbeförderung.
Ausschlaggebend für den bedeutenden wirtschaftlichen Zuwachs der letzten Jahrzehnte war der Bau der Westautobahn (A1) nach 1955, bei dem Eugendorf mit einer eigenen Abfahrt ausgestattet wurde. In der Folge siedelten sich etliche größere Betriebe an. Später entstanden die Gewerbe- und Industriegebiete Knoten-Straß, Gewerbestraße und Nordstraße. Von besonderer wirtschaftlicher Bedeutung sind dabei mehrere Einrichtungshäuser mit einem weiträumigen Einzugsgebiet. Auch wurde Bauland ausgewiesen, mehrere neue Siedlungen wurden errichtet und Schulen wurden zum Teil neu gebaut, zum Teil renoviert und erweitert. Zudem errichtete die Gemeinde zwei Kindergärten, ein Altenwohnhaus und einen Sportplatz.
Im Zuge der 1250-Jahr-Feier im Jahre 1987 wurde Eugendorf zur Marktgemeinde erklärt.

## Politik

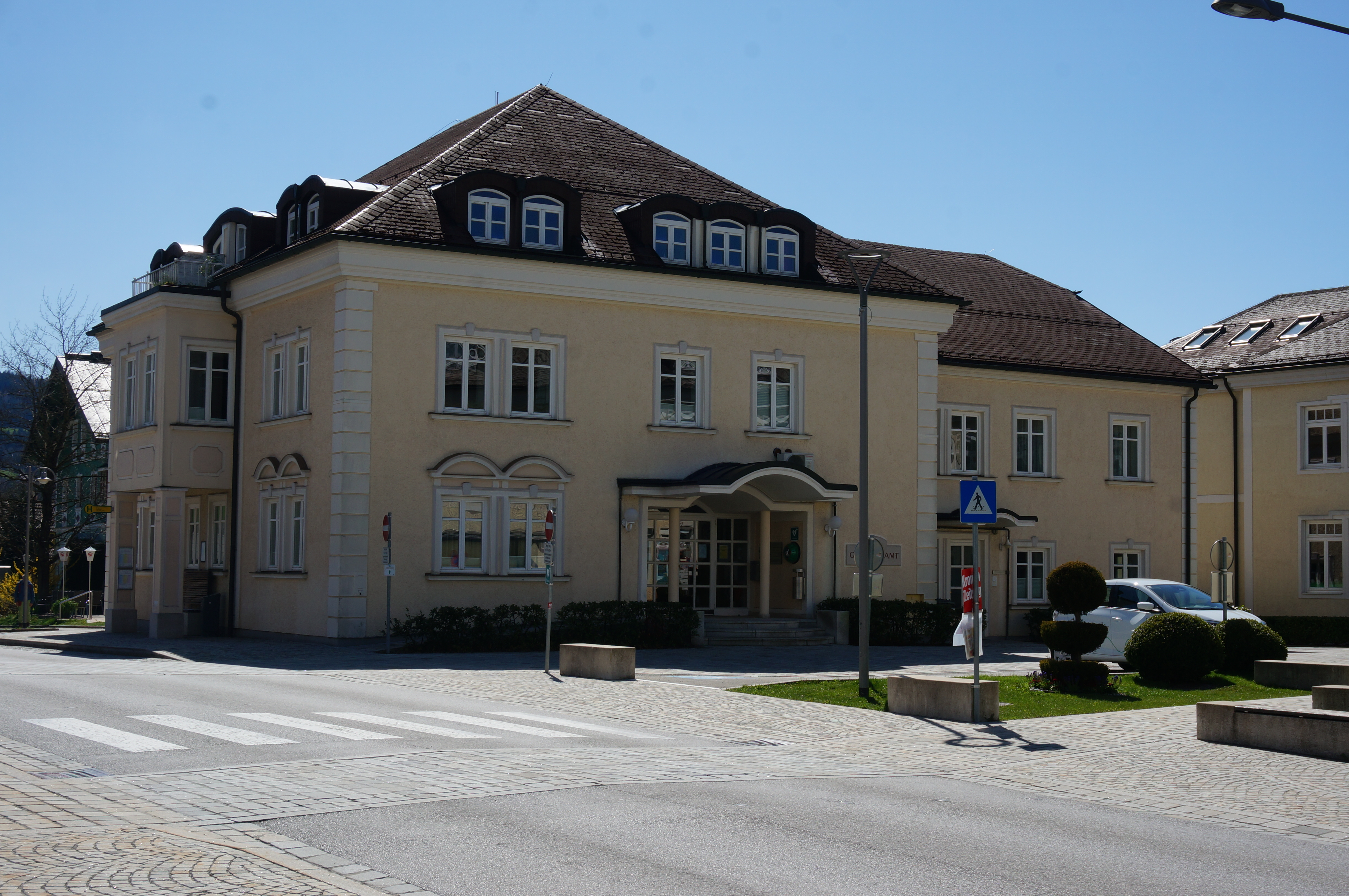
Gemeindeamt (2025)

### Gemeinderat
| Gemeinderatswahl 2024Wahlbeteiligung: 64,5 % 706050403020100 62,2 % (−1,5 %p)13,5 % (+1,0 %p)13,3 % (+1,8 %p)11,0 % (−1,3 %p) ÖVPGRÜNEFPÖSPÖ20192024 |

Die Gemeindevertretung hat insgesamt 25 Mitglieder.
- Mit den Gemeindevertretungs- und Bürgermeisterwahlen in Salzburg 2004 hatte die Gemeindevertretung folgende Verteilung: 15 ÖVP, 6 SPÖ, 3 Grüne, und 1 FPÖ.
- Mit den Gemeindevertretungs- und Bürgermeisterwahlen in Salzburg 2009 hatte die Gemeindevertretung folgende Verteilung: 14 ÖVP, 5 SPÖ, 4 Grüne, und 2 FPÖ.[2]
- Mit den Gemeindevertretungs- und Bürgermeisterwahlen in Salzburg 2014 hatte die Gemeindevertretung folgende Verteilung: 16 ÖVP, 4 SPÖ, 4 Grüne, und 1 FPÖ.[3]
- Mit den Gemeindevertretungs- und Bürgermeisterwahlen in Salzburg 2019 hatte die Gemeindevertretung folgende Verteilung: 16 ÖVP, 3 SPÖ, 3 Grüne, und 3 FPÖ.[4]
- Mit den Gemeindevertretungs- und Bürgermeisterwahlen in Salzburg 2024 hat die Gemeindevertretung folgende Verteilung: 17 ÖVP, 3 Grüne, 3 FPÖ und 2 SPÖ.[5]

### Bürgermeister
- 1959–1967 Andrä Stöllinger (ÖVP)[6]
- 1967–1989 Johann Greisberger (ÖVP)[7]
- 1989–2023 Johann Strasser (ÖVP)[8]
- seit 2023 Robert Bimminger (ÖVP)

### Wappen
Das Wappen der Gemeinde wurde 1956 verliehen: „In Grün im Schildfuß ein oben und unten silbern gesäumter silberner Schräglinksbalken, überhöht von einem silbernen Bockshaupt mit Halsstück.“
Der im Wappen dargestellte „Schräglinksbalken“ steht für die Römerstraße, die schon früh eine wichtige Rolle für Eugendorf spielte und der Steinbock war das Wappentier der Ritter zu Kalham.

## Kultur und Sehenswürdigkeiten

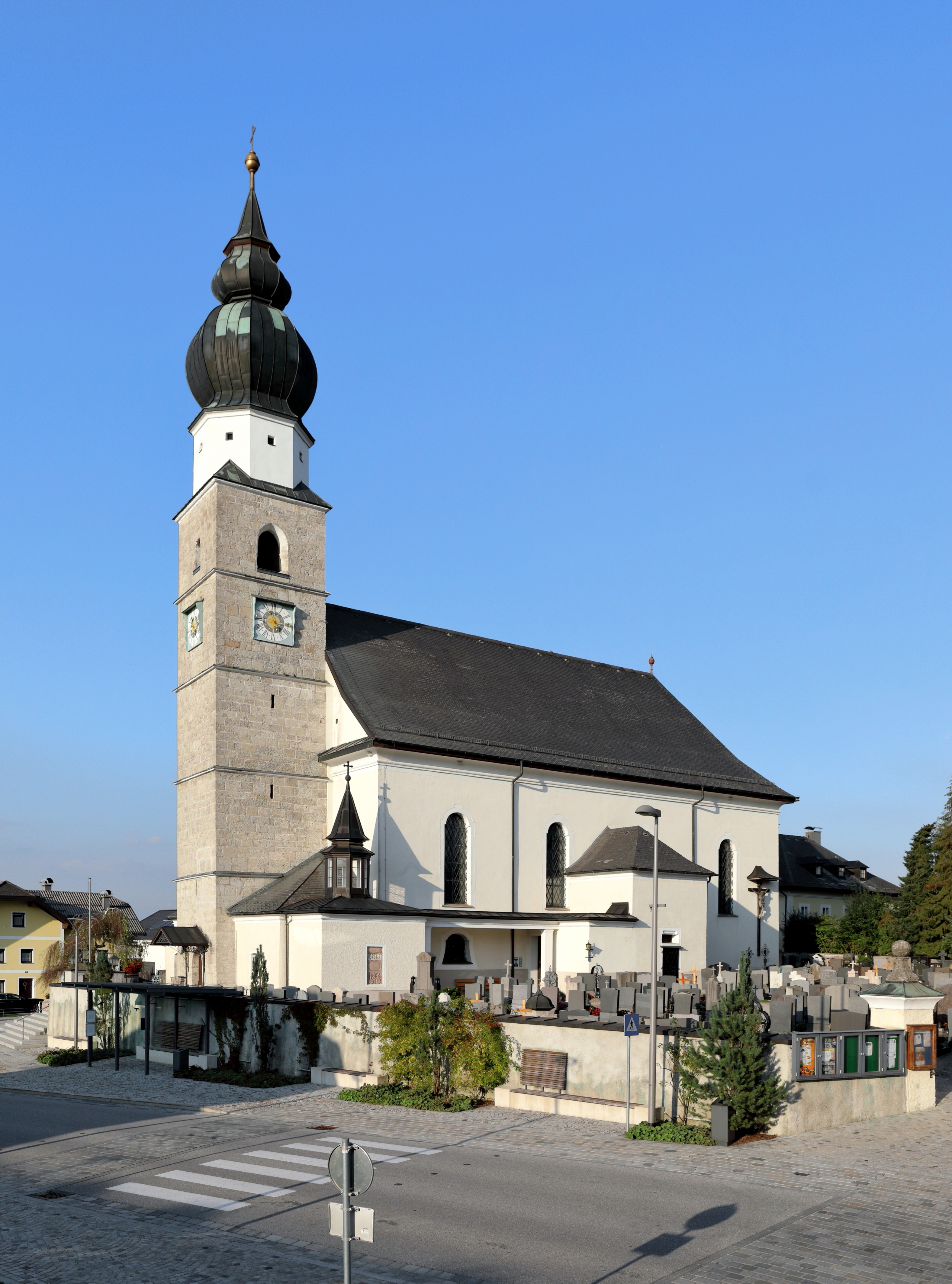
Pfarrkirche Eugendorf

- Katholische Pfarrkirche Eugendorf hl. Martin
- Filialkirche Eugendorf-St. Georg
- Filialkirche Unzing
- Filialkirche St. Leonhard in Mühlberg

### Kulturelle Events
- Maibaumaufstellen der Landjugend Eugendorf
- Sonnwendfeier Schwaighofen
- Eugendorfer Kirtag
- Dirndball

### Sport
- Der Fußballsportverein USC Eugendorf hat eine Sportanlage für Fußball und Tennis. Im Verein konstituierte sich 2010 auch eine Frauenfußballmannschaft.
- Die ehemalige Trasse der Salzkammergut-Lokalbahn ist heute Teil des Mozart-Radwegs, eines Radwanderwegs durch Oberbayern und den Salzburger Flachgau.
- Von 2006 bis 2014 war Eugendorf der Start- und Zielort des Radmarathons Eddy Merckx Classic, der zum Chiba Alpencup gehört. Nunmehr ist Fuschl Start- und Endpunkt, die Strecke führt aber weiterhin durch die Marktgemeinde Eugendorf.

## Wirtschaft und Infrastruktur

### Wirtschaftssektoren
Von den 108 landwirtschaftlichen Betrieben des Jahres 2010 waren 68 Haupt- und 40 Nebenerwerbsbauern. Im Produktionssektor arbeiteten 575 Erwerbstätige im Bereich Herstellung von Waren, 158 in der Bauwirtschaft, 8 in der Wasserver- und Abfallentsorgung und 4 in der Energieversorgung. Die wichtigsten Arbeitgeber des Dienstleistungssektors waren die Bereiche Handel (1629), soziale und öffentliche Dienste (456), Beherbergung und Gastronomie (267) und freiberufliche Dienstleistungen (236 Mitarbeiter).
| Wirtschaftssektor            | Anzahl Betriebe | Anzahl Betriebe | Erwerbstätige | Erwerbstätige |
| Wirtschaftssektor            | 2011            | 2001            | 2011          | 2001          |
| ---------------------------- | --------------- | --------------- | ------------- | ------------- |
| Land- und Forstwirtschaft 1) | 108             | 129             | 114           | 146           |
| Produktion                   | 93              | 64              | 745           | 685           |
| Dienstleistung               | 499             | 254             | 2869          | 2400          |

| 1) Betriebe mit Fläche in den Jahren 2010 und 1999 Im Jahr 2011 lebten 3499 Erwerbstätige in Eugendorf. Davon arbeiteten 989 in der Gemeinde, mehr als siebzig Prozent pendelten aus. Dafür kamen 2739 Menschen aus der Umgebung zur Arbeit nach Eugendorf. | Hier fehlt eine Grafik, die leider im Moment aus technischen Gründen nicht angezeigt werden kann. Wir arbeiten daran! |

### Verkehr
- Öffentlicher Verkehr: Eugendorf hat einerseits durch seine Nähe zur Landeshauptstadt und andererseits durch seine Bedeutung als Wirtschaftsstandort einen großen Anteil an Pendlern und ein entsprechend hohes Verkehrsaufkommen, sodass dem öffentlichen Verkehr große Bedeutung zukommt. Der Ort ist mit der S-Bahn Salzburg (Linie S2) an das regionale Schienennetz angebunden. Wichtig sind auch die hauptsächlich zu den Stoßzeiten in sehr kurzen Abständen verkehrenden Postbusse. Von und nach Salzburg verkehren pro Tag und Richtung mehr als 70 Busse, die rund 20 % der Pendler befördern.
- Individualverkehr: Eugendorf ist zusätzlich bedingt durch seine Lage und mit seinem Anschluss an die Westautobahn ein wichtiger und stark frequentierter Knotenpunkt für den Verkehr in die umliegenden Gemeinden. Der Ort liegt an der verkehrsreichen Wiener Straße (B1), der ehemaligen Bundesstraße 1. Im Gemeindegebiet kreuzt diese regional wichtige Landesstraßen nach Seekirchen am Wallersee und Obertrum sowie nach Thalgau und Mondsee. Des Weiteren gibt es eine wichtige Verbindungsstraße zur Wolfgangsee Straße (B 158). Die Westautobahn durchquert das Gemeindegebiet in Ost-West-Richtung.

## Persönlichkeiten

### Ehrenbürger der Gemeinde
- Kaspar Flöckner († 1950), Bürgermeister von Eugendorf 1922–1928 und 1932–1938[14]

### Söhne und Töchter der Gemeinde
- Martin Forsthuber (* 1937), Politiker (ÖVP)

### Mit der Gemeinde verbundene Persönlichkeiten
- Daniela Gutschi (* 1967), Politikerin (ÖVP) und Geschäftsführerin beim Hilfswerk Salzburg
- Angela Lindner (* 1966), Politikerin (Grüne) und HTL-Lehrerin
- Markus Moser (* 1969), Skibobfahrer
- Stefanie Mösl (* 1985), Politikerin (SPÖ)
- Heidi Reiter (* 1953), Politikerin (Grüne)